# Гуланъюй
Остров Гуланъюй, или Остров Кулансу (кит. трад. 鼓浪嶼, упр. 鼓浪屿, пиньинь Gǔlàngyǔ) — прибрежный остров в Тайваньском проливе, находящийся на территории города Сямынь в китайской провинции Фуцзянь. С 1845 года здесь существовало европейское поселение, позднее оформленное в Амойский международный сеттльмент. Архитектура острова представляет собой уникальную смесь различных европейских и азиатских архитектурных стилей. Остров является объектом Всемирного культурного наследия ЮНЕСКО и известной туристической достопримечательностью.

## История

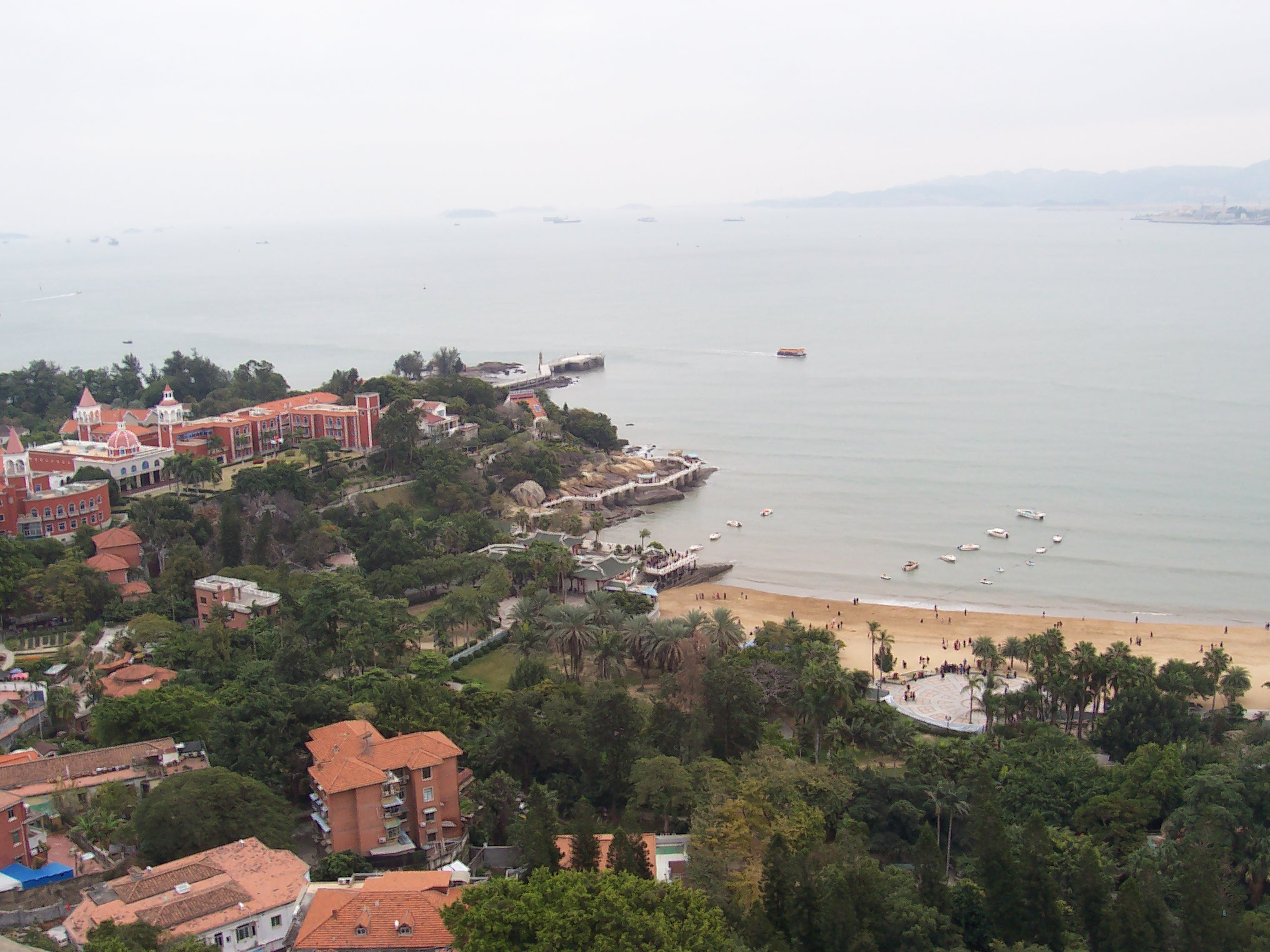
Панорама острова Гуланъюй

Своё название остров получил во времена династии Мин. Пират Чжэн Чэнгун использовал остров как военную базу во время борьбы с цинскими завоевателями.
Первое английское торговое судно появилось здесь в 1670 году, а через какое-то время англичанам удалось развить бурную коммерческую деятельность: Британская Ост-Индская компания открыла на соседнем острове Сямынь фабрики и создала крупную факторию. Но в 1730 году пекинское правительство, недовольное натиском и своеволием англичан, выпустило декрет, согласно которому всем кораблям, кроме испанских, запрещалось торговать в порту Сямыня.

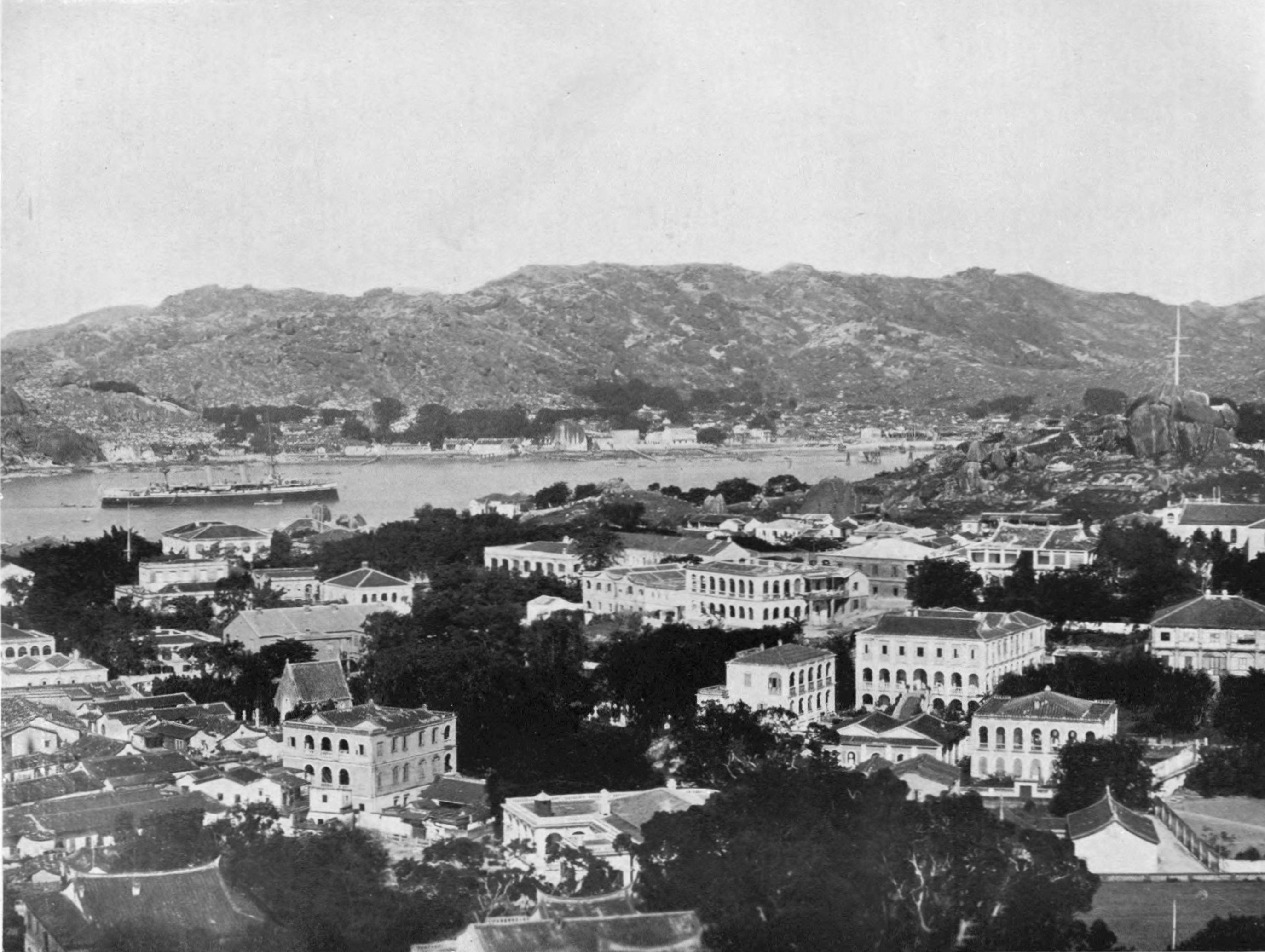
Амойский международный сеттльмент, 1909

Торговля с Европой возобновилась сразу после неудачной для Срединной империи Первой опиумной войны. Город был захвачен британской эскадрой под командованием сэра Хью Гофа и адмирала Паркера 27 августа 1841 года. В 1843 году порт был открыт для торговли всех наций.

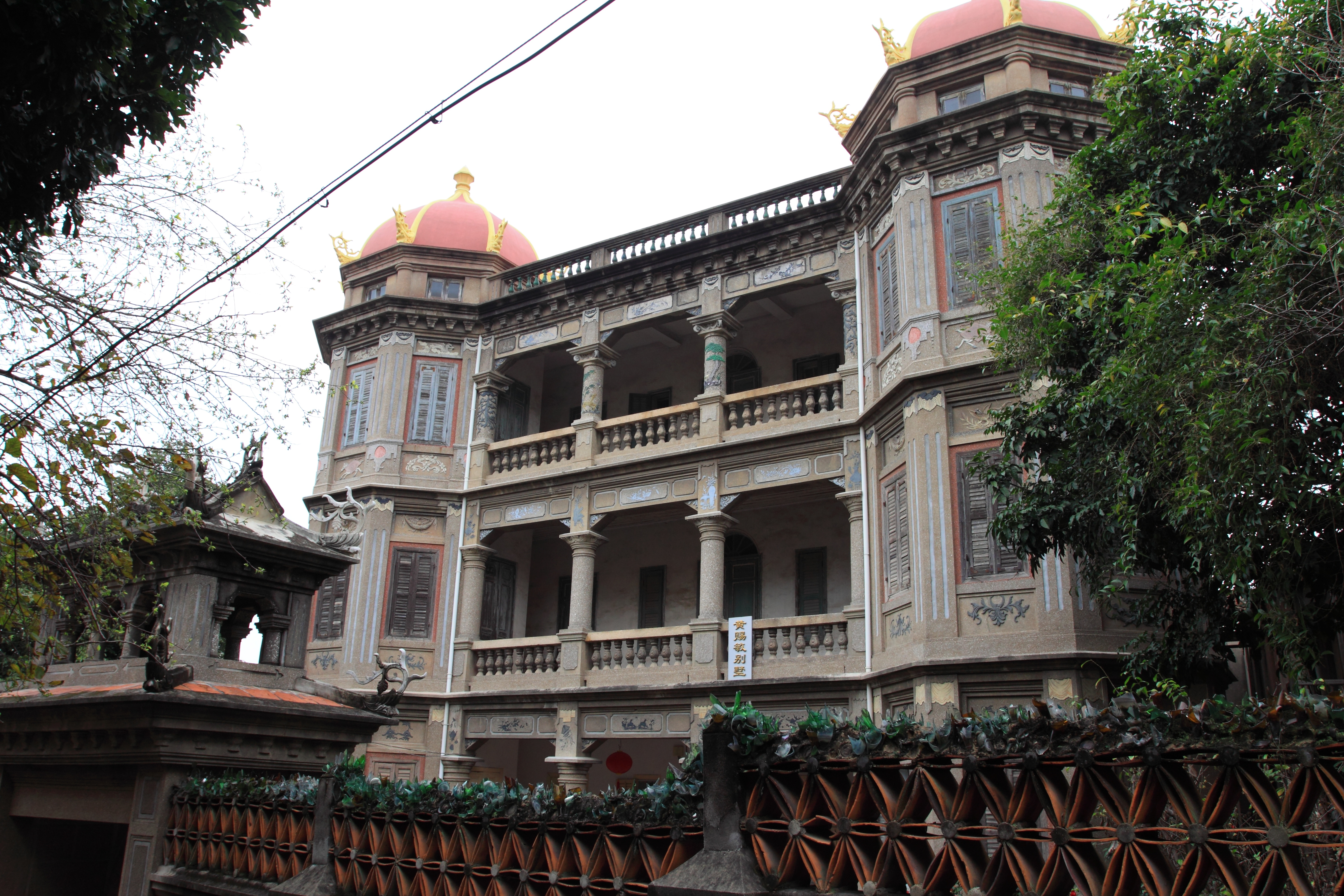
Здание виллы времен сеттльмента

Изначально все коммерческие предприятия возводились на берегу острова Сямынь. Тем не менее многие коммерсанты предпочитали располагать свои частные резиденции на острове Гуланъюй ввиду его природной защищённости от тайфунов. Усилиями протестантских миссионеров на острове были основаны больницы, созданы школы для китайских детей. Кроме института Тунг-Вэн и англо-китайского колледжа, спонсируемого как китайскими, так и иностранными коммерсантами, здесь расположились университеты трёх крупнейших протестантских миссий и объединённая средняя школа. В 1863 году была возведена английская часовня.
После Китайско-Японской войны 1894—1895 годов Япония оккупировала Тайвань. Чтобы не допустить захвата японцами города Сямынь, правительство Цин решило предоставить европейским государствам концессию на острове Гуланъюй. 10 января 1902 года консулы Великобритании, Соединенных Штатов Америки, Германии, Франции, Испании, Дании, Нидерландов, Объединённого королевства Швеции и Норвегии, Японии и ещё девяти стран подписали в Сямыне договор о предоставлении такой концессии.
С образованием Амойского международного сеттльмента 13 стран, включая Великобританию, США, Францию, Германию и Японию, последовательно открыли на острове свои консульства. Было построено несколько почтовых отделений, два крупных клуба с библиотекой и читальными залами, две гостиницы, аптека. На острове также располагались поля для игры в теннис, крикет, хоккей и прочее. Восточную окраину острова довершала сигнальная станция, которая оповещала о прибытии кораблей в порт и приближении тайфунов или шторма.
С 1942 по 1954 году остров был оккупирован Японией, что тоже наложило отпечаток на архитектуру острова.

## Туризм
В настоящее время остров Гуланъюй является крупным туристическим центром. Неповторимая архитектура, в которой смешаны европейские колониальные стили нескольких государств с китайскими и даже японскими зданиями, и множество музеев привлекают сюда большое количество туристов. На территории острова запрещено использование автомобилей и даже велосипедов, что создаёт своеобразную спокойную атмосферу острова-памятника.

Виды острова Гуланъюй
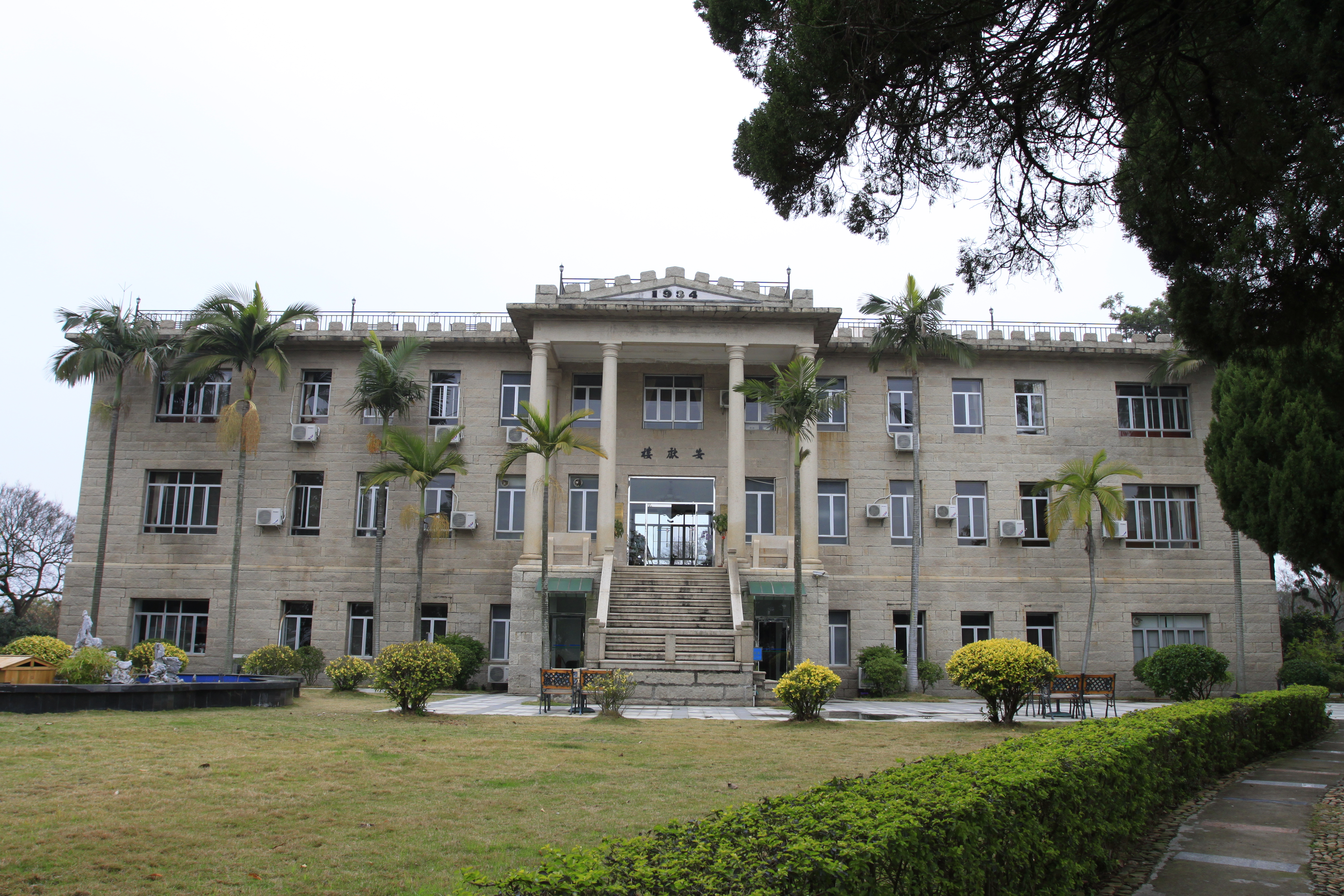
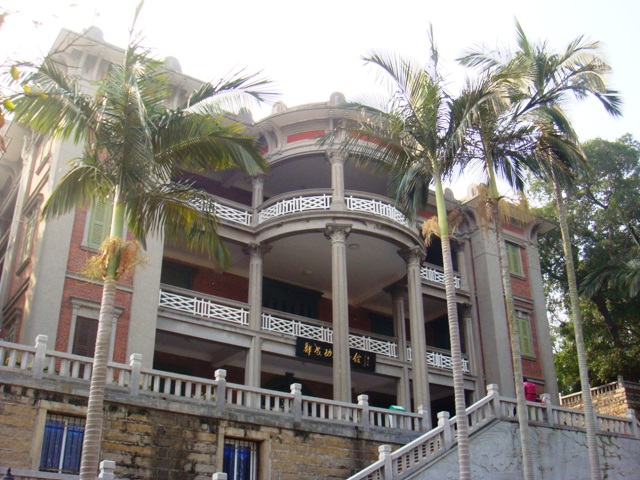
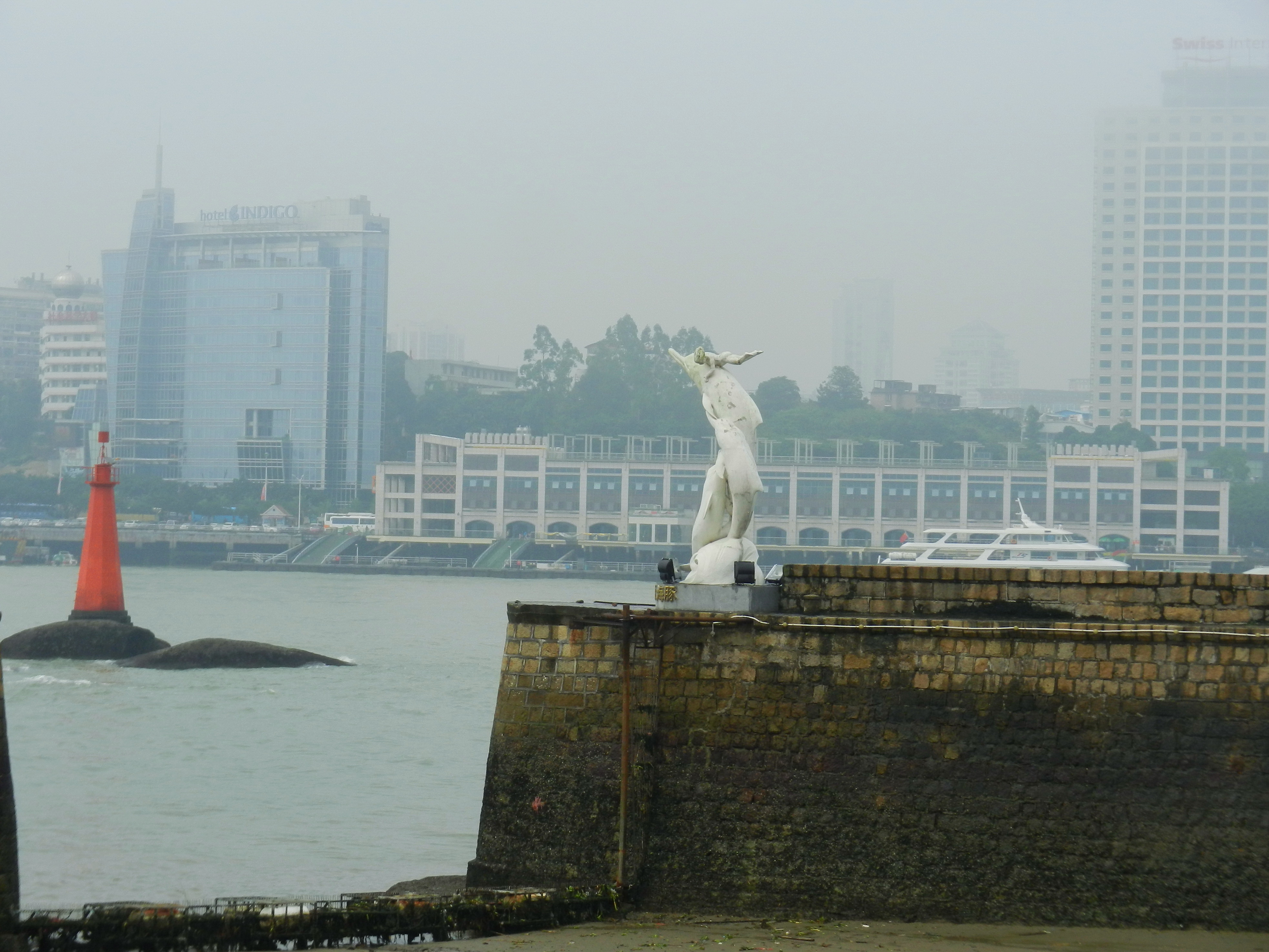
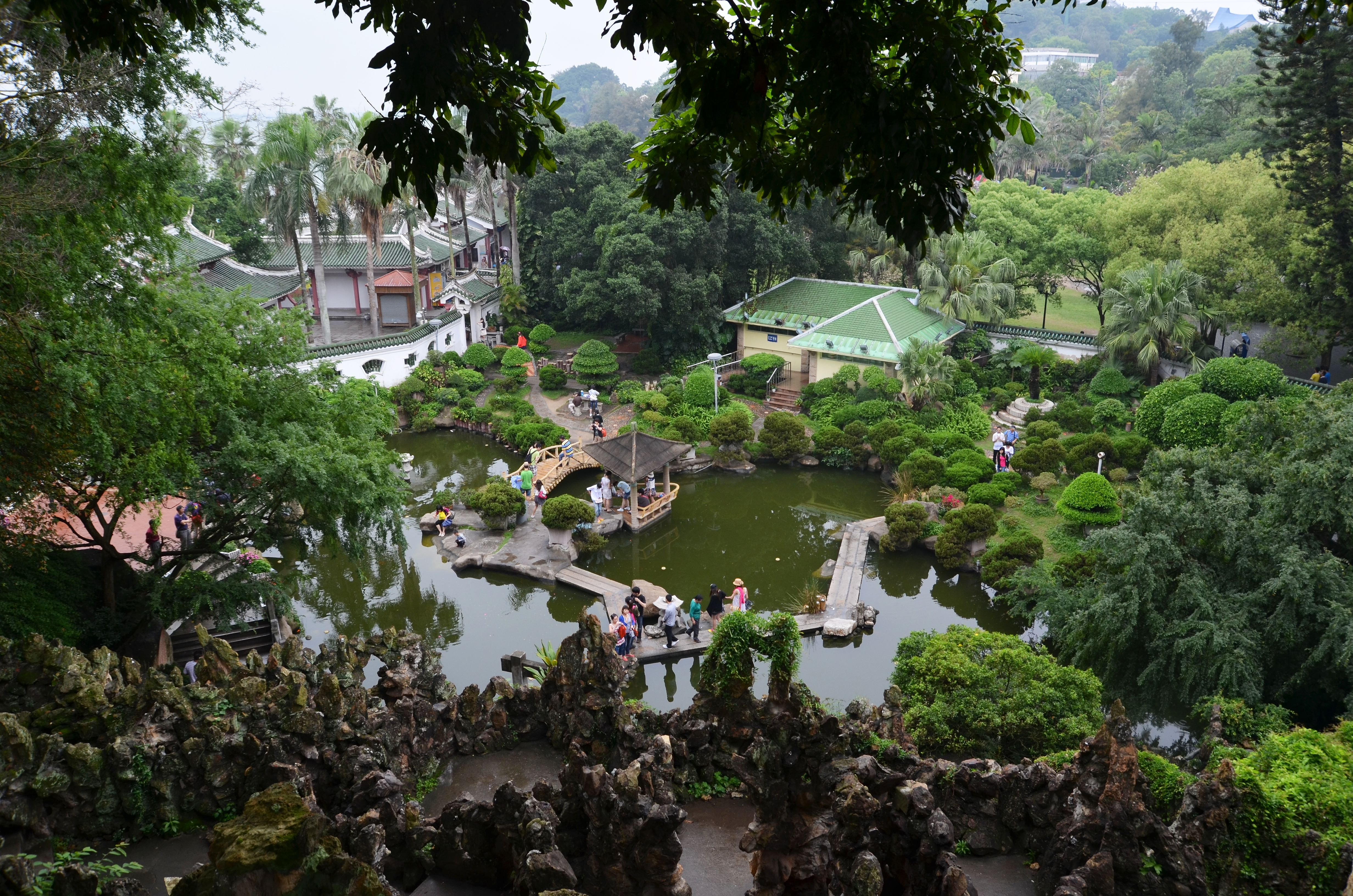
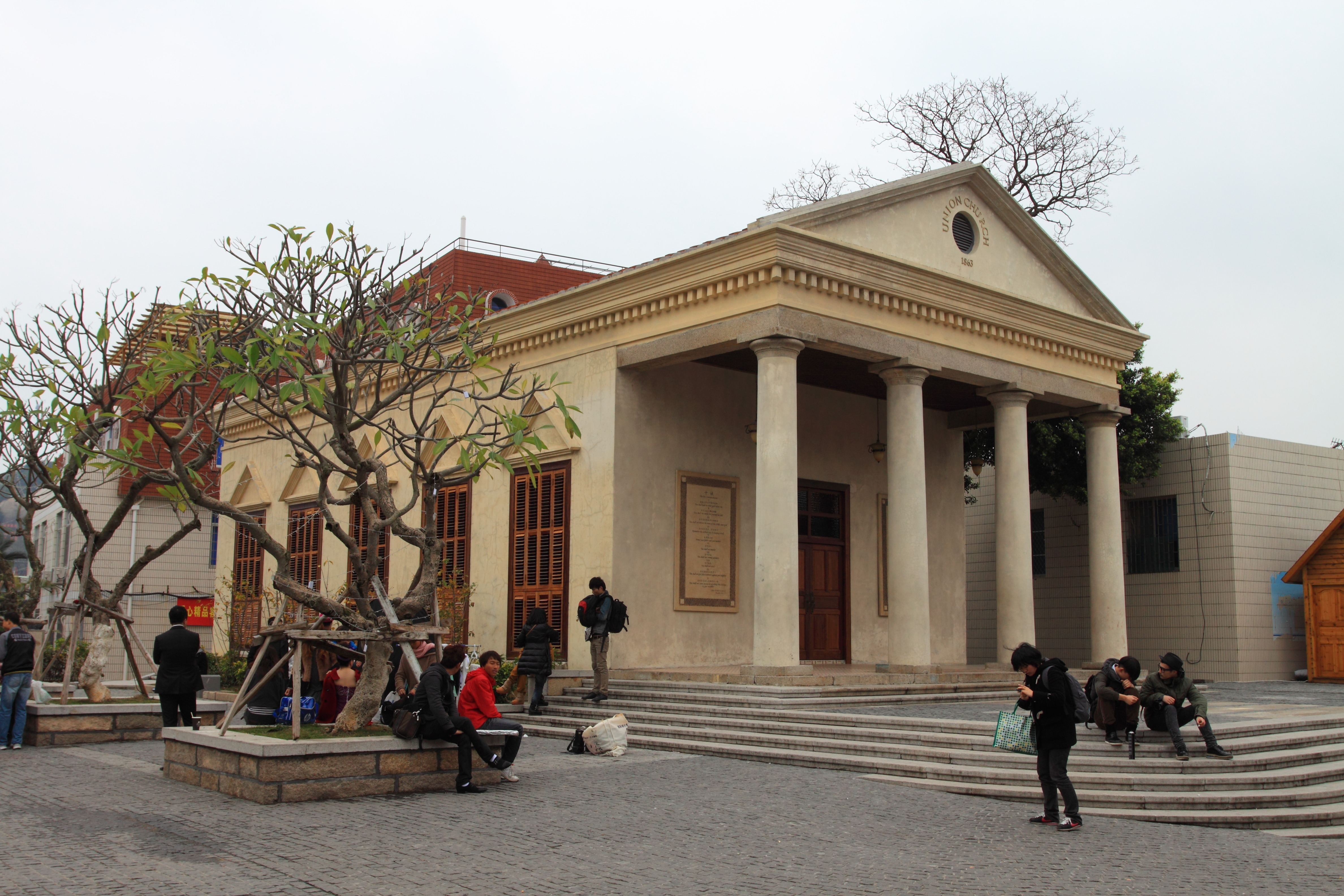
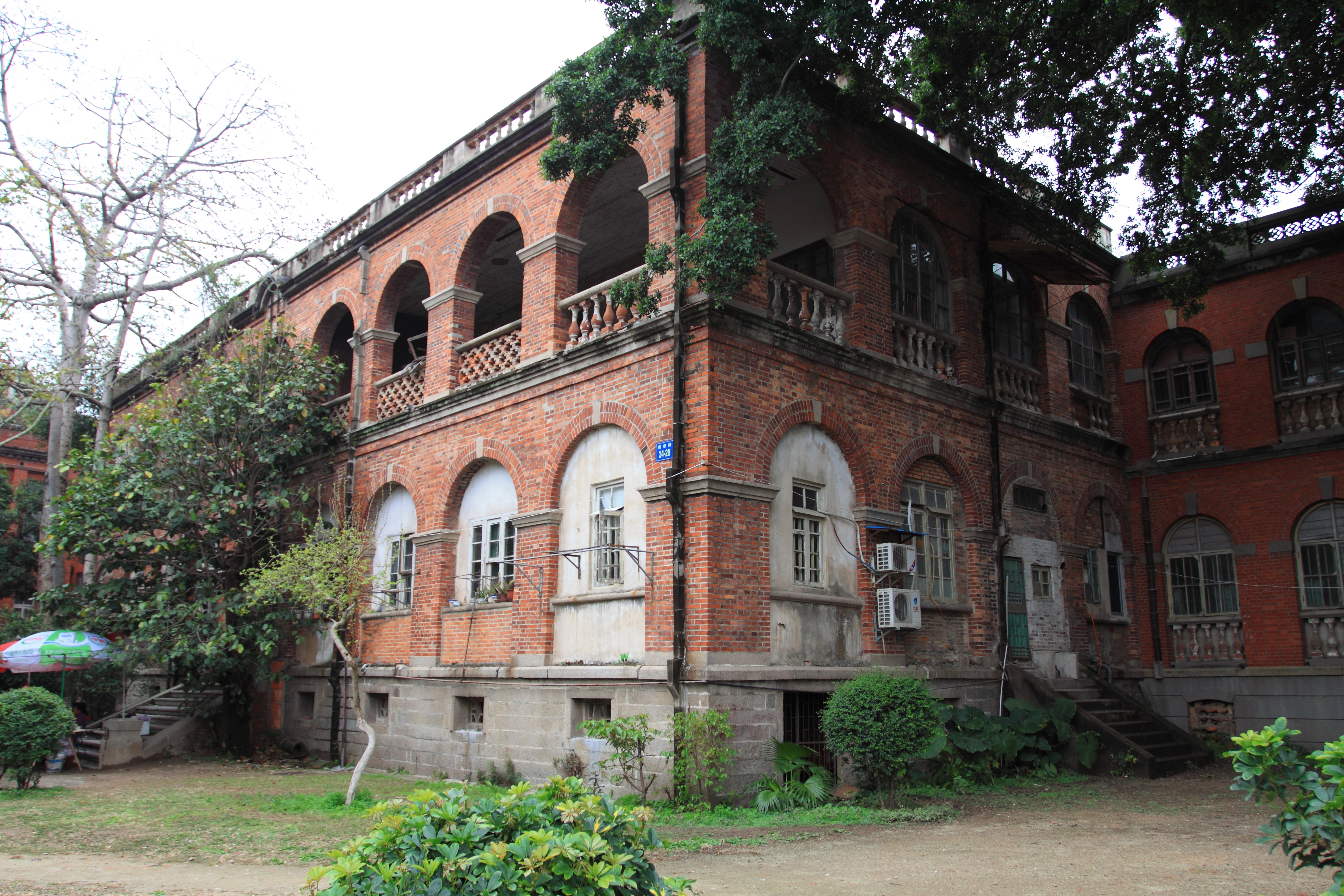
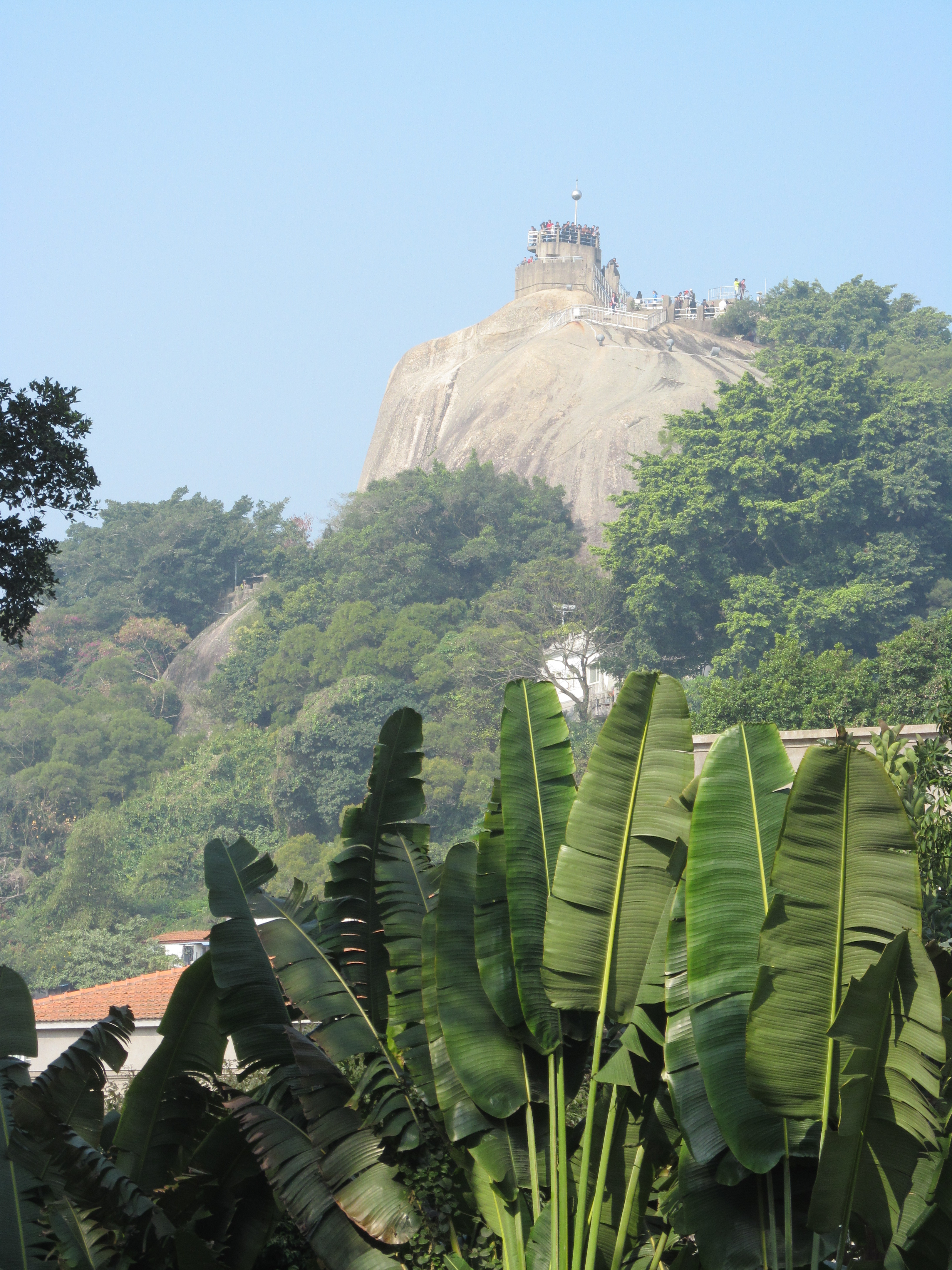
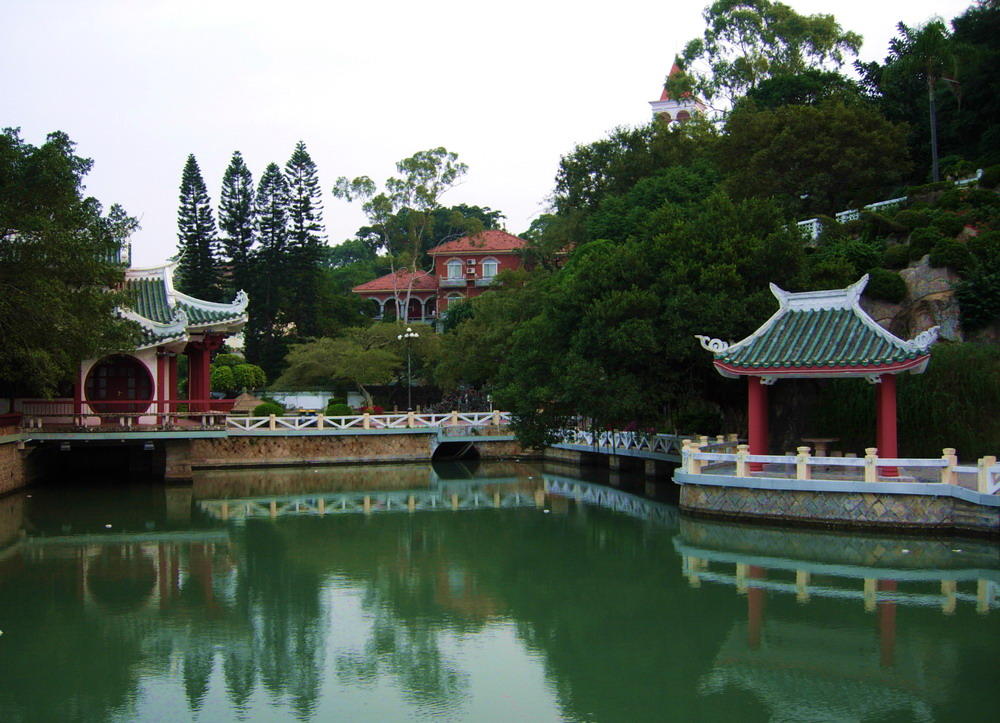